# المدرسة المنتصرية
المدرسة المنتصرية هي إحدى مدارس مدينة تونس وقد بنيت خلال العهد الحفصي. وهي من المعالم التاريخية بالمدينة العتيقة.

## موقعها
تقع المدرسة المنتصرية في المحيط القريب من جامع الزيتونة، وتحديدا قرب سوق النحاس. 

## تأسيسها
أقيمت هذه المدرسة في أواسط القرن الخامس عشر للميلاد، إذ شرع في بنائها في عهد السلطان أبي عبد الله محمد المنتصر بالله الحفصي حوالي عام 838هـ / 1434 ومنه استمدت اسمها، ووقع الفراغ من بنائها في عهد خلفه السلطان أبو عمرو عثمان في عام 841هـ / 1437.

## مخططها ومكوناتها
المدرسة المنتصرية هي من المدارس القليلة في مدينة تونس التي اتخذت مخططا ذا تأثيرات شرقية. وتتكون من بهو تفتح عليها غرف الطلبة ومصلى كان يستعمل للتدريس. ولا توجد بالمدرسة المنتصرية أروقة وإنما يوجد بها أربعة إيوانات بما جعلها تختلف عن المدارس الأخرى بمدينة تونس، وتشبه ما يوجد بمدارس شرقية خاصة بمصر حتى ليمكن مقارنتها بمدرسة السلطان برقوق. ويرى الباحث عبد العزيز الدولاتلي أن ذلك التأثير إنما هو قادم من بلاد فارس.

## دورها
تحتوي المدرسة المنتصرية على 24 غرفة مخصصة لسكنى الطلبة، إلا أنها كانت تشكو من الاكتظاظ بسبب ارتفاع عدد الطلبة الزيتونيين حتى أنها كانت تؤوي عام 1930: 52 طالبا أي بما يفوق كطالبين بالغرفة الواحدة  هذا وقد قام طلبتها بدور هام في أحداث عام 1910 الطالبية.

## أعلام درسوا بها
من أهم من درسوا أو أقاموا بالمدرسة المنتصرية:
- أبو الحسن علي القلصادي الباجي
- أحمد القلشاني الباجي
- سيدي علي النوري الصفاقسي الذي تردد بينها وبين المدرسة الشماعية.[6]
- الشيخ سالم بوحاجب الذي عينه الوزير خير الدين التونسي مديرا لها، وكان ذلك عام 1876، وبها القى دروسا حول الموطأ والبخاري ترجمة الشيخ سالم بوحاجب.

## وصلة خارجية
- المدرسة المنتصرية من موقع القنطرة

## إشارات مرجعية
1. ↑  [ http://www.asmtunis.com/edifices-enseignement.php?id=28 المدرسة المنتصرية] نسخة محفوظة 11 مايو 2020 على موقع واي باك مشين.
2. ↑  Abdelaziz Daoulatli, Tunis sous les Hafsides, INAA, Tunis 1976, p. 165
3. ↑  المدرسة المنتصرية نسخة محفوظة 26 يناير 2020 على موقع واي باك مشين.
4. ↑  الدولاتلي، المصدر نفسه، ص 165
5. ↑  محمد ضيف الله، الحركة الطالبية التونسية 1927-1939، زغوان 1999، ص 83
6. ↑  ترجمة سيدي علي النوري نسخة محفوظة 15 ديسمبر 2019 على موقع واي باك مشين.